# Impeachment de Bill Clinton
Bill Clinton, o 42º presidente dos Estados Unidos, sofreu um processo de impeachment pela Câmara dos Representantes sob duas acusações, uma de perjúrio e uma de obstrução da justiça, em 19 de dezembro de 1998. Dois outros artigos do impeachment (uma segunda acusação de perjúrio e uma acusação de abuso de poder) não foram aceitos pela Câmara. As acusações surgiram após o escândalo Lewinsky e a ação judicial movida por Paula Jones.
Clinton foi absolvido pelo Senado em 12 de fevereiro de 1999. Exigindo uma maioria de dois terços para a destituição, apenas 50 senadores (de 100) votaram pela acusação de obstrução e 45 pela acusação de perjúrio.
A votação na Câmara e no Senado foi amplamente partidária. Na Câmara, apenas cinco representantes democratas votaram pelo impeachment. No Senado, que tinha 55 senadores republicanos, nenhum dos senadores democratas votaram pela condenação. Foi a segunda vez que um presidente sofreu um processo de destituição na história norte-americana, sendo o outro Andrew Johnson, que também foi absolvido pelo Senado, mas pela margem de um voto. Em dezembro de 2019, Donald Trump tornou-se o terceiro presidente a enfrentar o processo de impeachment, sendo o primeiro do Partido Republicano.